# NGC 5405
NGC 5405 est une galaxie spirale située dans la constellation du Bouvier. Sa vitesse par rapport au fond diffus cosmologique est de 7 164 ± 19 km/s, ce qui correspond à une distance de Hubble de 105,7 ± 7,4 Mpc (∼345 millions d'al). NGC 5405 a été découverte par l'astronome allemand Ernst Hartwig en 1883.